# Приглашённый профессор
Приглашённый профе́ссор (англ. visiting professor) — профессор, приглашённый для временной преподавательской или исследовательской работы в не основном для него учебном заведении.

## Общие сведения
Приглашённый профессор как позиция, открытая в конкретном учебном или исследовательском учреждении, позволяет привлекать для временной работы сторонних специалистов, имеющих значительный научный авторитет. Обычно такое сотрудничество связано с выполнением определённой рабочей программы и может длиться от нескольких месяцев до года. Однако срок может и продлеваться.
Так как одной из существенных задач является передача научного опыта в полном его объёме, как правило, от приглашённого профессора ожидается активное сотрудничество в такой деятельности, как:
- проведение лекций и семинаров по тематике своих научных работ;
- проведение совместных научных исследований с принимающей стороной;
- участие в обсуждениях результатов научно-исследовательской деятельности сотрудников принимающей стороны.

В академической практике привлечение учёного в качестве приглашённого профессора рассматривается как признание его выдающегося научного вклада. С другой стороны, такая практика позволяет преподавателям и аспирантам принимающей организации получить опыт сотрудничества с лучшими, в том числе иностранными, специалистами.

## Некоторые особенности
Обычно минимальным условием для занятия позиции приглашённого профессора является наличие у соискателя докторской степени. В военных учебных заведениях может быть достаточным генеральского или адмиральского звания.